# قطعنامه ۱۲۹۹ شورای امنیت
قطعنامه ۱۲۹۹ شورای امنیت سازمان ملل متحد که در تاریخ ۱۹ مه ۲۰۰۰ تصویب شد، سندی بین‌المللی دربارهٔ بررسی وضعیت در سیرالئون است. این قطعنامه طی نشست ۴۱۴۵ام با ۱۵ رای موافق، ۰ مخالف و ۰ ممتنع تصویب شد.